# 千奋勇
千奋勇（1930年—2009年)，又名达龙合彦尔，蒙古族，中国共产党党员，曾任内蒙古自治区政协主席。

## 生平
1930年11月，出生于内蒙古自治区准格尔旗。1948年加入中国共产党。此后历任自治区卓山子矿务局、海勃湾市卡布其煤矿、红旗煤矿、海勃湾矿务局、乌拉山化肥厂、化工局党政要职。1978年，历任伊克昭盟盟委书记、盟长、盟委第一书记、自治区党委副书记。1993年当选为政协第七届内蒙古自治区委员会主席、党组书记。1998年，当选为政协第八届内蒙古自治区委员会主席、党组书记。  
曾担任中共十二大、十三大代表，第八届、第九届全国政协委员。
2009年1月11日，因病医治无效，在呼和浩特市逝世，享年78岁。